# Paroisse de Kingston
La Paroisse de Kingston est la plus petite des 14 paroisses de la Jamaïque. Elle est située au sud-est de l'île, enclavée dans la paroisse de Saint Andrew. Elle fait partie du comté du Surrey. Elle n'inclut pas la totalité de la ville de Kingston.